# Nyctunguis molinor
Nyctunguis molinor är en mångfotingart som beskrevs av Chamberlin 1925. Nyctunguis molinor ingår i släktet Nyctunguis och familjen småjordkrypare. Inga underarter finns listade i Catalogue of Life.